# Viborgs läns fördubblingsinfanteriregemente
Viborgs läns fördubblingsinfanteriregemente var ett svenskt infanteriförband uppsatt med personal från bland annat Viborgs och Nyslotts län i Finland.

## Historia
Förbandets historia är mycket illa känd. Att döma av meritförteckningar och personalia sattes det upp år 1700/1701 under det Stora nordiska kriget och det är känt från rullor åtminstone så sent som 1707. Dess förhållande, om något, till Tavastehus, Viborgs och Nyslotts läns tremänningsinfanteriregemente är inte helt klart.

## Förbandschefer
- 1701–1704: Johan Apolloff

## Hänvisningar
1. ↑  T.ex. https://www.adelsvapen.com/genealogi/Von_Rohr_nr_807; https://www.adelsvapen.com/genealogi/Clementeoff_nr_1956